# Claydon Peak
Der Claydon Peak ist ein 3040 m hoher Berg in der antarktischen Ross Dependency. Er ragt mit einer felsigen Nordostflanke unmittelbar südlich des January Col auf.
Teilnehmer der neuseeländischen Südgruppe der Commonwealth Trans-Antarctic Expedition (1955–1958) erkundeten den Berg im Frühjahr 1958. Sie benannten ihn nach Staffelführer John Richard Claydon (1917–2014) von der Royal New Zealand Air Force, Einsatzleiter für die Luftunterstützung der Südgruppe.